# مدرسة كوبنهاغن
إن مدرسة كوبنهاجن - تارتو للميميوتكس الحيوي هي شبكة واسعه من العلماء الذين يعملون في مجال البيوتكسيات الحيوية في جامعة تارتو وجامعة كوبنهاغن

## التاريخ
لعبت المدرسة دورًا فعالاً في تطوير علم الأحياء الحيوي كمنظور جديد لدراسة الحياة في العلوم البيولوجية والبيئية. أبرز علماء السيميائية الذين يعملون في مدرسة كوبنهاجن - تارتو هم: كاليفي كول، جيسبر هوفماير، بيتر توروب، كلاوس إميش، تيمو ماران، ميهايل لوتمان. في بعض الأحيان، تم استخدام اسم «مدرسة تارتو - بلومنجتون - كوبنهاجن بعد ان خلفت لمدرسة تارتو وموسكو السابقة.»  
تم تأسيس التعاون البيولوجي الحيوي بين مجموعتي تارتو وكوبنهاجن في أوائل التسعينات. في عام 2، افتتح علماء تارتو وكوبنهاجن المؤتمرات الدولية السنوية للبحوث الحيوية المعروفة باسم التجمعات فيBiosemiotics، التي نظمتها لاحقًا الجمعية الدولية للدراسات الحيو.
تقدر المدرسة الأعمال الكلاسيكيه الكلاسيكية لجاكوب فون أويكسول وجوري لوتمان.
الأعمال الكلاسيكية لجاكوب فون أويكسول وجوري لوتمان.

## النصوص الرئيسية
- Emmeche, Claus; Kull, Kalevi (eds.) 2011. Towards a Semiotic Biology: Life is the Action of Signs. London: Imperial College Press.
- Hoffmeyer Jesper 2008. Biosemiotics: An Examination into the Signs of Life and the Life of Signs. Scranton, University of Scranton Press.
- Kull, Kalevi; Deacon, Terrence; Emmeche, Claus; Hoffmeyer, Jesper; Stjernfelt, Frederik 2009. Theses on biosemiotics: Prolegomena to a theoretical biology. Biological Theory: Integrating Development, Evolution, and Cognition 4(2): 167–173.
- Kull, Kalevi; Emmeche, Claus; Favareau, Donald 2008. Biosemiotic questions. Biosemiotics 1(1): 41–55.